# Гарф, Евгений Георгиевич
Евге́ний Гео́ргиевич фон Гарф (нем. Eugen v. Harff; 27 сентября (9 октября) 1854, Митава — 26 марта (8 апреля) 1911, Санкт-Петербург) — российский военный деятель, генерал-лейтенант.
Начальник Главного управления казачьих войск, начальник канцелярии Военного министерства, член Военного совета Российской империи.
Потомственный дворянин, представитель немецко-балтийского дворянского рода. Евангелическо-лютеранского вероисповедания.

## Биография
Родился в семье потомственного дворянина Курляндской губернии, штабс-капитана Войск пограничной стражи Виленского военного округа Георга Германа Эдуарда фон Гарфа (1820, Виндава — 1882, Тальсен). Военное образование получил в Полоцкой военной гимназии, по окончании которой 10 августа 1872 года был зачислен в 1-е военное Павловское училище.
Окончил училище в январе 1874 года по 1-му разряду (четвёртым в списке). Выпущен подпоручиком по армейской пехоте со старшинством с декабря 1873 года. В этом чине Е. Гарф был прикомандирован к лейб-гвардии Измайловскому полку, но уже 7 августа того же года его перевели в этот полк прапорщиком гвардии со старшинством с 7 августа 1874 года.
В рядах Измайловского полка Е. Гарф принимал участие в Русско-турецкой войне 1877—1878 гг. 12 октября 1877 года он отличился в сражении при Горном Дубняке. В дальнейшем, до 3 ноября Е. Гарф участвовал в осаде Плевны, затем в обходном манёвре генерала О. Е. Рауха под Правцем. 11 ноября он отличился во время взятия О. Е. Раухом Правецкой позиции, но был ранен. После лечения, 16 февраля 1878 года возвратился в полк. В составе гвардейского корпуса вернулся в Россию 12 августа 1878 года. За участие в боевых действиях Е. Г. Гарф был награждён орденом св. Анны 4-й степени и произведён сначала в подпоручики гвардии со старшинством с 30 августа 1877 года, а ровно через год в поручики гвардии.
После окончания войны служил в Гродно при штабе 20-го отдельного резервного батальона.

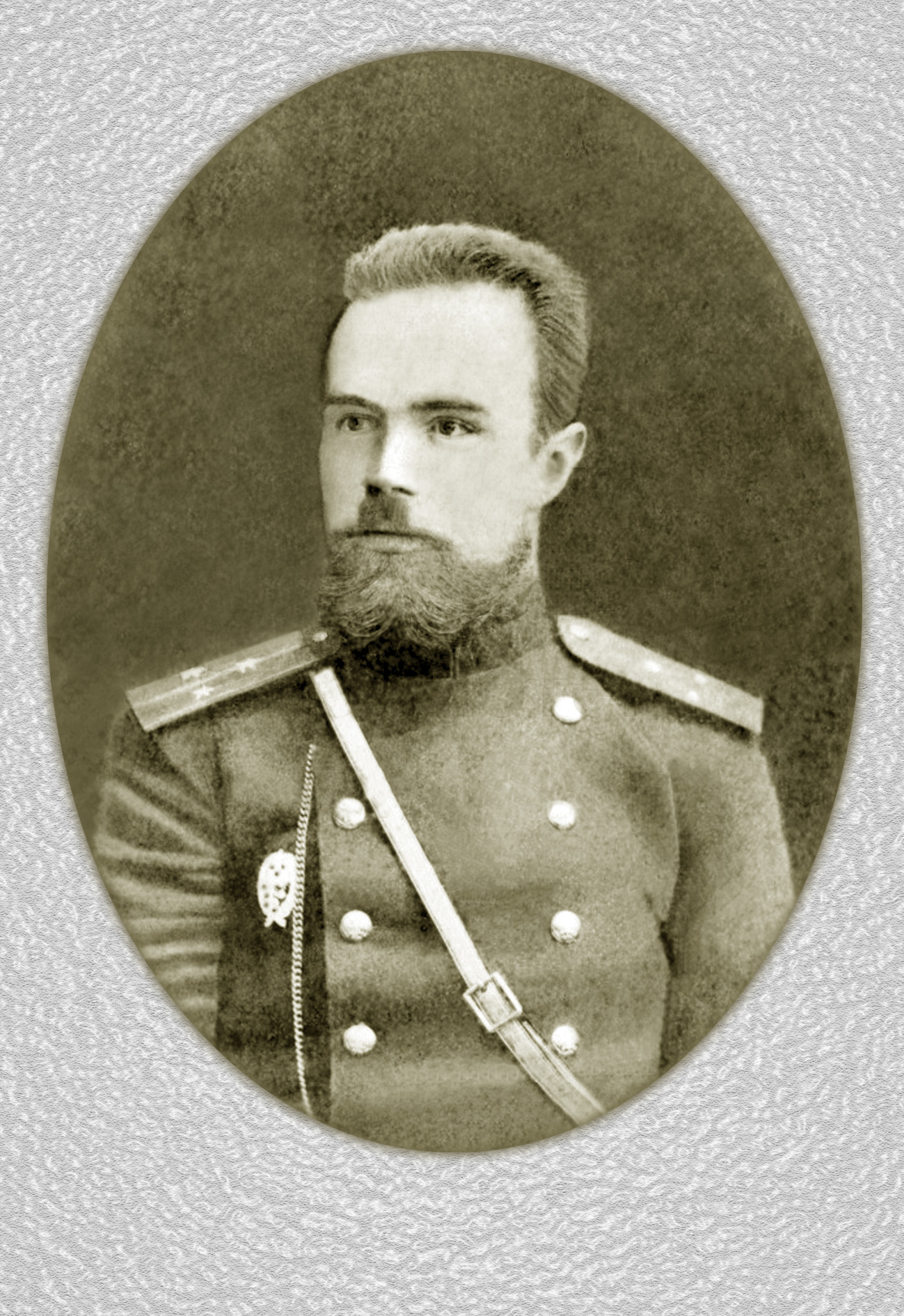
Поручик Е. Г. фон Гарф, выпускник Николаевской академии Генерального штаба. 1882 г.

12 октяября 1880 года по результатам экзаменов Е. Гарф был зачислен на топографическое отделение Николаевской академии Генерального штаба. По её окончании 24 ноября 1882 года Евгению Георгиевичу было присвоено звание штабс-капитана по Генеральному штабу с прикомандированием его с 7 апреля 1883 года в 26-ю пехотную (гродненскую) дивизию на должность старшего адъютанта штаба дивизии. 17 апреля 1883 года произведён в капитаны.
28 мая 1885 года Е. Г. Гарф получил назначение помощником старшего адъютанта штаба Виленского военного округа. Через два года, 7 апреля 1887 года он был произведён в подполковники и назначен штаб-офицером для поручений при штабе Виленского военного округа. Одновременно, в течение двух лет в должности штатного сотрудника, Евгений Георгиевич преподавал топографию в Виленском пехотном юнкерском училище. 1 июля 1887 года он был переведён в Петербург столоначальником Главного штаба Российской империи.
Новое назначение последовало 12 сентября 1889 года, когда Е. Г. Гарф был определён на должность делопроизводителя канцелярии Комитета по мобилизации войск Генерального штаба России. 21 апреля 1891 года он был произведён в полковники, а 30 января 1893 года стал начальником отделения Главного штаба. 10 октября 1898 года Е. Г. Гарф для прохождения служебного ценза был прикомандирован к лейб-гвардии Егерскому полку, где более года командовал батальоном.
12 декабря 1899 года Е. Г. Гарф был произведён в генерал-майоры со старшинством с 6 декабря 1899 года (позже старшинство изменено на 9 апреля 1900 года). 20 сентября 1901 года он получил назначение в Военное министерство помощником начальника Главного управления казачьих войск. К очередному воинскому званию генерал-лейтенанта Евгений Георгиевич был представлен 2 апреля 1906 года, а 30 января следующего года возглавил своё управление. Как скоро стало ясно, это время оказалось нелёгким периодом его жизни.
18 августа 1909 года, перед своим назначением на должность начальника Генерального штаба, генерал-лейтенант Е. А. Гернгросс доложил императору об общих принципах реорганизации центральных управлений. По казачьим делам было доложено, что «Главное Управление казачьих войск упраздняется, с одновременным учреждением при Канцелярии Военного Министерства нового казачьего отдела». При этом Е. А. Гернгросс сразу добился Высочайшего одобрения. Совещание по реорганизации высшего военного управления состоялось 19 декабря 1909 года. Ему предстояло лишь ознакомиться с общими принципами реформы, уже одобренной Государем.

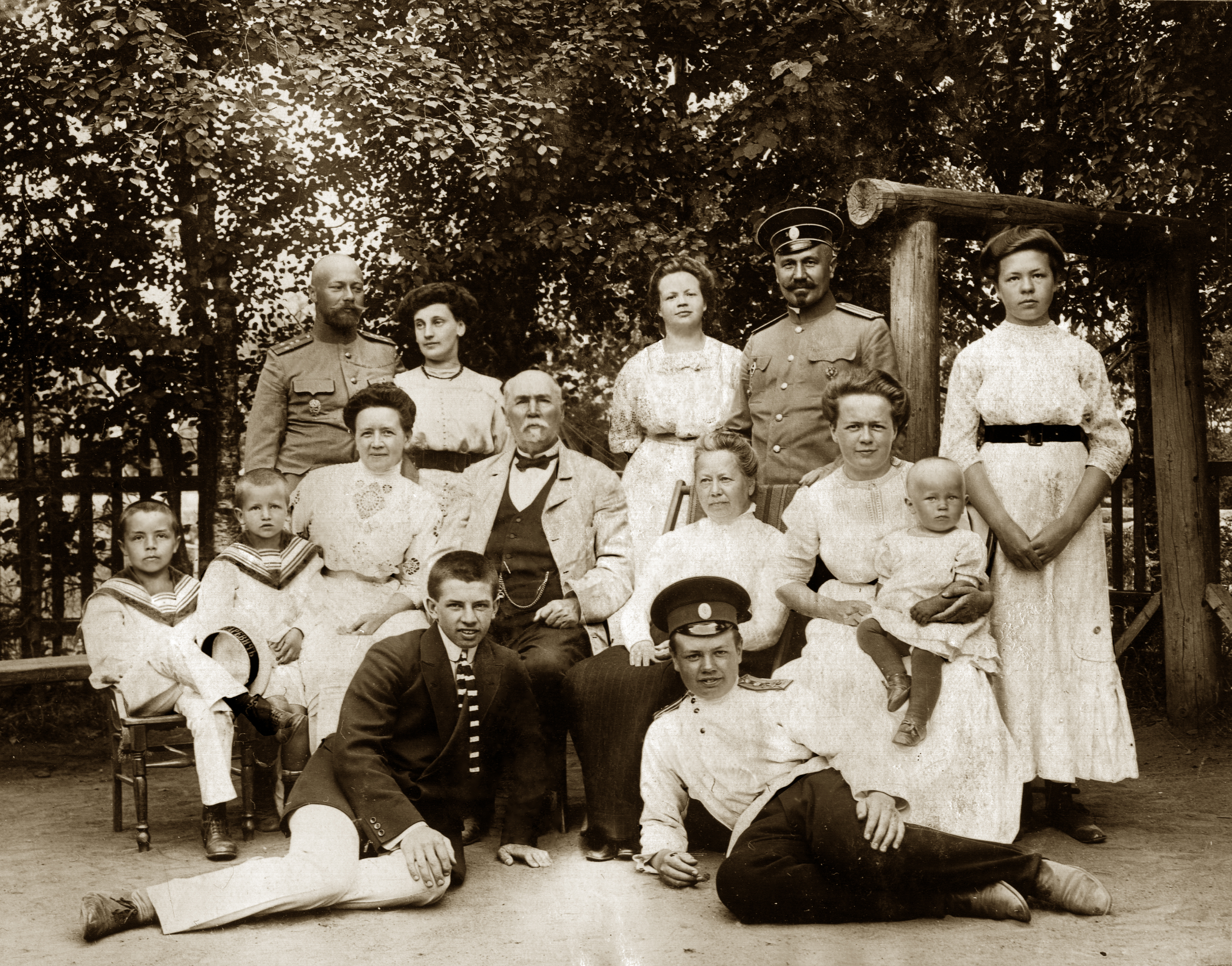
В центре: генерал Е. Г. Гарф с женой, Слева от него О. Ф. Кербер с сыновьяи Борисом и Леонидом. Справа дочь Елена Балканова с сыном. Внизу: племянник Виктор Кербер и сын Евгений. В верхнем ряду — сын Вильгельм с женой, дочь Елизавета, зять Ф. П. Балканов и дочь Наталия.

От имени чинов Главного управления казачьих войск Е. Г. Гарф выразил несогласие и составил особое мнение. Прежде всего его возражение вызвал сам факт ликвидации Управления. Хотя он и признавал необходимость объединения дел, касающихся строевых казачьих частей с подобными делами регулярной армии, но при этом отмечал, что: 
...военная подготовка казака так тесно связана с устройством общественного станичного управления, а это последнее – с вопросами земельными и экономическими, что несмотря на все старания противников существующего строя огражданить казаков, расшатать казачьи традиции и разъединить казачество хотя бы расчленением их дел и интересов по разным ведомствам, до сего времени попытки в этом направлении успехов не имели, и все вопросы, связанные с бытом казака, объединены в ГУКВ.
 Тем самым Е. Г. Гарф фактически обвинил своё начальство в действиях, направленных против государственных интересов (что в феврале 1917 года подтвердилось в отношении некоторых участников совещания).

Далее Е. Г. Гарф предложил: 
…если невозможно остановить Высочайшее одобренную реформу, необходимо снизить ущерб, наносимый ею казачьим делам, и предоставить Начальнику казачьего Отдела особых прав, в частности права вносить в Военный Совет за своей подписью все представления по казачьим войскам.
 Тогда Евгения Георгиевича поддержал только Начальник Главного Штаба генерал-майор Н. Г. Кондратьев. Вопрос об особых должностных правах Начальника казачьего отдела обсуждался до весны 1910 года. В январе и апреле Е. Г. Гарф и генерал-лейтенант Н. Г. Кондратьев неоднократно пытались обосновать своё мнение, но встречали лишь непонимание руководства. На Совещании победила точка зрения административного удобства, точка зрения людей, считавших, что казачество — всего лишь население ряда областей России, формирующее полки иррегулярной кавалерии. Однако в последний момент, судя по некоторым документам, благодаря вмешательству императора, Военный Совет все же утвердил редакцию Гарфа-Кондратьева, гарантирующую особый подход к казачьим вопросам, к казачьим делам. Тем не менее, Главное управление казачьих войск прекратило своё существование.
С 3 марта 1910 года Е. Г. Гарф являлся начальником канцелярии Военного министерства, а 20 февраля 1911 года вошёл в состав Военного совета Российской империи (список).

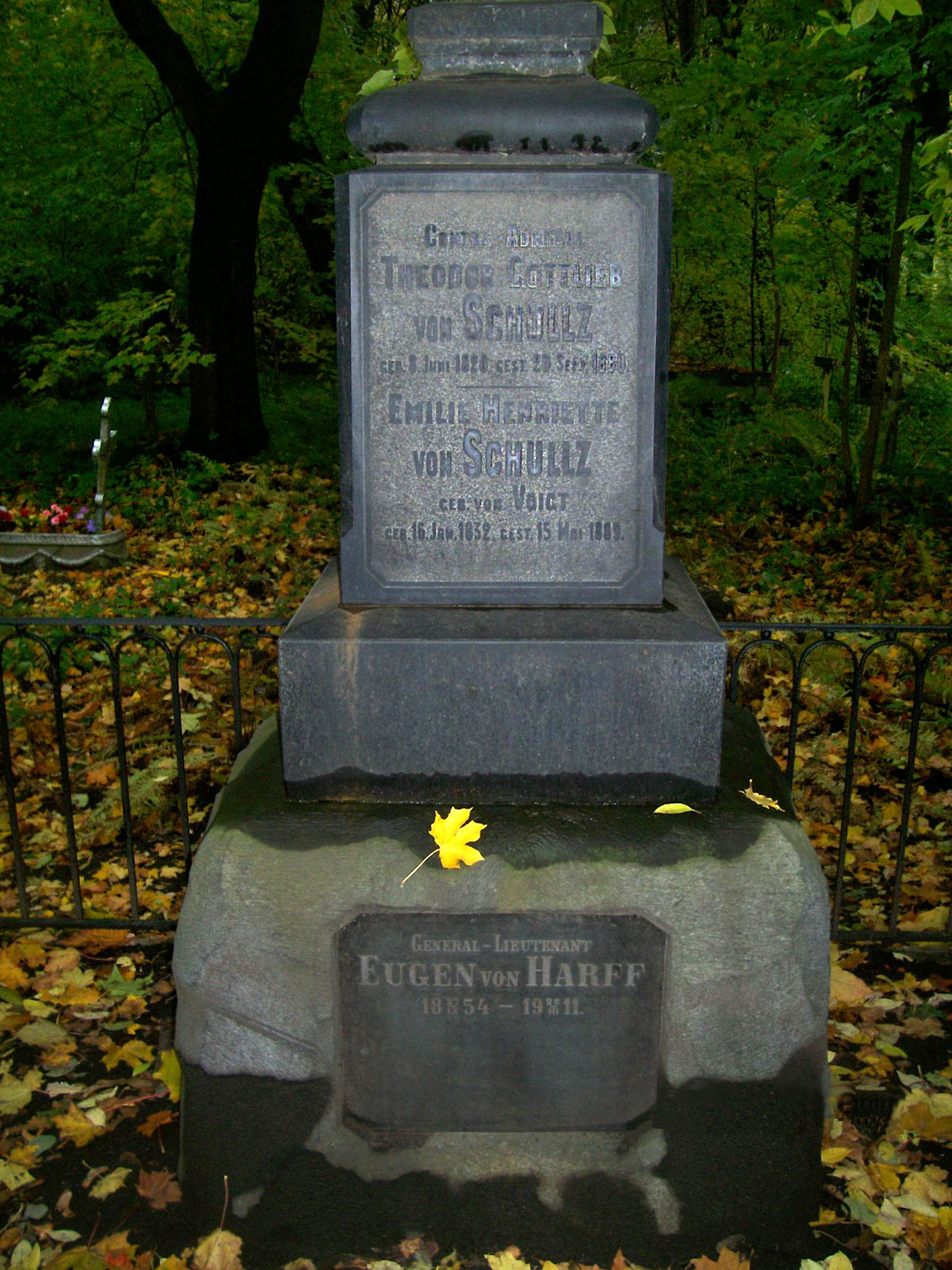
Могила генерал-лейтенанта Е. Г. фон Гарфа на Смоленском лютеранском кладбище вместе с тестем конт-адмиралом Ф. Б. фон Шульцем (участ. 13; 200 м по главной дорожке и налево; 59°56′49″ с. ш., 30°15′23″ в. д.)

Основной задачей начальника Канцелярии являлось управление делами Военного министерства и Военного совета. Ему вменялось в обязанность наблюдать, чтобы Канцелярия «…имела точные сведения о состоянии всех частей военного управления», надзирать за составлением сметы расходов по министерству, за сохранностью запасных капиталов, находившихся в распоряжении Военного совета, и работой «счетных частей» министерства. Согласно именному указу от 6 июня 1842 года он стал попечителем Петербургской медико-хирургической академии. Кроме того, начальник Канцелярии выполнял обязанности юрисконсульта министерства по вопросам «особой важности».
На всех занимаемых должностях Е. Г. Гарф отличался высоким профессионализмом. Особенно высоко его ценил военный министр Александр Федорович Редигер, характеризуя Е. Г. Гарфа как «человека глубоко порядочного и надежного». Особым доверием пользовался Евгений Георгиевич у казаков, которые в годы, когда он возглавлял Главное управление Казачьих войск, удостоили его звания почётного гражданина города Ейска и станицы Нижнеувельск — центра Оренбургского казачьего войска.
Е. Г. Гарф скоропостижно скончался 26 марта 1911 года и был похоронен рядом со своим тестем, контр-адмиралом Ф. Б. Шульцем на Смоленском лютеранском кладбище. Из списков исключён 31 марта.

## Семья
жена: Клара Фёдоровна урождённая фон Шульц (1857—1934) — дочь контр-адмирала Фёдора Богдановича фон Шульца.
дети:
- сын: Вильгельм Евгеньевич (1884—1938) — офицер Российской армии, командир РККА, комдив;
  - внук: Евгений Вильгельмович Гарф[10]
- дочь: Ольда Евгеньевна Балканова (1886 — ?) — жена статского советника Николая Петровича Балканова;
- дочь: Елена Евгеньевна Балканова (1888—1949) — жена генерал-майора Феодосия Петровича Балканова;
- дочь: Елизавета Евгеньевна Гарф {Чайковская} (1890—1954)[11];
- сын: Евгений Евгеньевич (1895—1916) — штабс-капитан, участник Первой мировой войны. Погиб 3 сентября 1916 года[12], похоронен в склепе Мирониевской церкви лейб-гвардии Егерского полка;
- дочь: Наталья Евгеньевна (1899—1989);

свояк: Кербер Людвиг Бернгардович — вице-адмирал Российского флота.

## Память
- Почётный гражданин города Ейска
- Почётный гражданин станицы Нижнеувельск
- Премия Генерал-лейтенанта Евгения Георгиевича Гарфа:

§ 35666. – Июля 18 1911 года Высочайшее утвержденное Положение о премии Генерал-Лейтенанта Евгения Георгиевича Гарфа.
1.	В ознаменование полезной свыше 8-летней деятельности Генерал-Лейтенанта Гарфа в должностях Помощника Начальника бывшего Главного Управления Казачьих Войск и Начальника сего Управления учреждается в Астраханском казачьем войске премия в 50 рублей под наименованием: «премия Генерал-Лейтенанта Евгения Георгиевича Гарфа».
2.	Означенная в пункте 1 премия по представлению Инспектора станичных училищ Астраханского казачьего войска с разрешения Наказнаго Атамана сего войска, выдается одному из учащихся станичных и хуторских училищ за усердную и полезную деятельность в области школьнаго и внешкольнаго образования.

## Награды
Среди прочих наград Гарф имел ордена:
- Орден Святой Анны 4-й степени (1878 год)
- Орден Святого Станислава 3-й степени (1885 год)
- Орден Святой Анны 3-й степени (1888 год)
- Орден Святого Станислава 2-й степени (1892 год)
- Орден Святой Анны 2-й степени (1894 год)
- Орден Святого Владимира 4-й степени (14 мая 1896 года)
- Орден Святого Владимира 3-й степени (6 декабря 1902 года)
- Орден Святого Станислава 1-й степени (6 декабря 1904 года)
- Орден Святой Анны 1-й степени (1 января 1906 год)
- Орден Святого Владимира 2-й степени (6 декабря 1909 года)
- Серебряная медаль «В память русско-турецкой войны 1877—1878» (1878);
- Серебряная медаль в память царствования императора Александра Третьего (1896)
- Серебряная медаль в память Святого Коронования (1899)
- Орден Почётного легиона офицерского креста (Франция)
- Серебряный крест с короной «За заслуги» (Австрия)
- Крест «За переход через Дунай» (Румыния)
- Орден Звезды Румынии Командорского креста (Румыния)
- Бухарский орден золотой звезды 2-й степени (Бухарский эмират)